# Chant funèbre pour Ignacio Sánchez Mejías
Llanto por Ignacio Sánchez Mejías
Pour les articles homonymes, voir Chant funèbre.
Chant funèbre pour Ignacio Sánchez Mejías (en espagnol : Llanto por Ignacio Sánchez Mejías), est une œuvre poétique de Federico García Lorca (1898-1936), publiée en 1935, année précédant le début de la guerre d'Espagne et l'assassinat du poète en 1936 par les nationalistes en Andalousie.

## Publication
L'œuvre est publiée pour la première fois par la revue madrilène Cruz y Raya, dirigée par José Bergamín sous la République, accompagnées d'illustrations du peintre José Caballero, proche du poète.

## Inspiration
Lorca compose cette œuvre en mémoire d'Ignacio Sánchez Mejías, torero mort de gangrène en août 1934 à la suite d'une blessure infligée par le célèbre taureau de combat Granadino durant un spectacle aux arènes de Manzanares, dans la province de Ciudad Real. 
Comme le confirme l'écrivaine française Marcelle Auclair, Lorca est un ami du torero. 

## Postérité
Contrairement à l'écrivain de la même époque Gerardo Diego, Lorca n'est pas considéré comme un aficionado inconditionnel.
Néanmoins, cette élégie demeure une création lorquienne reconnue et un exemple classique du genre de la poésie taurine.